# ولاية داغستان
ولاية داغستان، بالروسية (Вилайят Дагестан) المعروفة سابقا بجماعة الشريعة الإسلامية، وهي جماعة جهادية إسلامية تنشط في جمهورية داغستان ضمن الولايات الست لإمارة القوقاز. تشكلت الجماعة خلال فترة الحرب الشيشانية الثانية بهدف الحصول على دولة إسلامية مستقلة عن روسيا، تُعتبر الجماعة مسؤولة عن مقتل المئات من قوات الأمن الروسي والعسكريين والمسؤولين، بالإضافة إلى بعض المدنيين. تتأثر المجموعة بالأحدات الحاصلة في جارتيها الشيشان و أنغوشيا.
تسعى جماعة الشريعة الإسلامية للحصول على حرية كاملة في داغستان، تطبّق فيها العدالة وفق ما جاء في كتاب الله و السنة النبوية . لتحقيق هذه الغاية ترى الجماعة أن فترة الإنذار قد انتهت وبات الآن عليها استهداف عملاء الروس من قوات الأمن ومدنيين و حتى كهنة الكنيسة الروسية الأرثوذكسية. وأنّ انهاء حربها على روسيا  لن تتوقف حتى تسحبَ روسيا قواتها من المنطقة وتوفر الضمانات الأمنية. وإلا فإن على الروس تحمل حرب طويلة الأمد تستنزف الكثير من قدراتهم العسكرية والاقتصادية في حرب استنزاف ، وقد يشمل نطاق الصراع باقي روسيا الإتحادية بما في ذلك موسكو و سانت بطرسبرغ . اعتبارا من عام 2010 ، تسببت الحرب بين الطرفين لزيادة ثغرة التنوع العرقي و الفساد و الفقر واقتراب إيقاع روسيا في حرب أهلية.